# Norrländska mästerskapet i fotboll 1951
Norrländska mästerskapet i fotboll 1951 vanns av Skellefteå AIK, som besegrade GIF Sundsvall med 12–0 inför 2 827 åskådare i Sundsvall.

## Final
- 15 juli 1951: GIF Sundsvall–Skellefteå AIK 0–12